# Suite Karelia

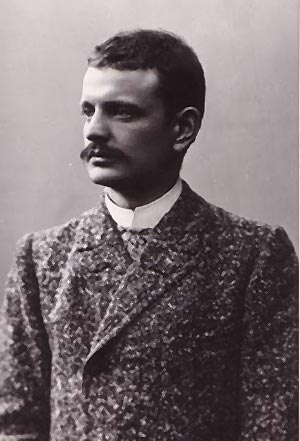
Sibelius fotografiat el 1891, Viena.

Karelia o Suite Karelia, op. 11, és un subconjunt de peces de la Música de Karelia, més llarga (anomenada així per la regió de Carèlia), escrita per Jean Sibelius el 1893 per a l'Associació d'Estudiants de Viipuri i estrenada, amb Sibelius dirigint, a la Universitat Imperial Alexandre de Hèlsinki, Gran Ducat de Finlàndia, el 23 de novembre d'aquell any. Sibelius va dirigir per primera vegada la Suite més curta deu dies després; segueix sent una de les seves obres més populars.
Música de Carèlia va ser escrita al començament de la carrera compositiva de Sibelius, i consta d'una obertura, 8 quadres i 2 intermezzi⁣; dura uns 44 minuts, mentre que la Suite dura uns 12 minuts.
El caràcter tosc de la música va ser deliberat: la intenció estètica no era enlluernar amb la tècnica sinó capturar la qualitat de l'autenticitat ingènua i basada en el folk. Els comentaris històrics han constatat el caràcter nacionalista de la música.

## Orquestració
La peça està orquestrada per a tres flautes (3a doblant piccolo), tres oboès (3r doblant trompa anglesa), dos clarinets, dos fagots, quatre trompes en fa i mi, tres trompetes en fa i mi, tres trombons, tuba, timbals, bombo, plats, triangle, tamborí, dues sopranos / barítons (taula 1), un baríton (taula 5), cor SATB (taula 8) i cordes.
Ralph Wood ha comentat el paper de la percussió en aquesta composició.
"El soroll a la sala era com un oceà en una tempesta. Estava a l'extrem oposat de la sala i no podia distingir ni una nota. El públic no tenia la paciència per escoltar i gairebé no era conscient de la música. L'orquestra era realment allà, darrere dels pilars. Em vaig obrir pas entre la multitud i vaig aconseguir arribar a l'orquestra després d'un bon esforç. Hi havia uns quants oients. Només un grapat."
Els moviments de la suite estan tots manllevats de la Música de Karelia, que constava d'una obertura i vuit quadres. Sibelius va rebre l'encàrrec d'escriure'l el 1893 per l'Associació d'Estudiants de Viipuri per a una loteria per ajudar a l'educació de la gent de la província de Viipuri. Sibelius va dirigir la Música de Karelia en la seva estrena el 13 de novembre de 1893 a la Universitat Imperial Alexander d'⁣Hèlsinki, Gran Ducat de Finlàndia. El comportament del públic, però, no va ser l'ideal. Com va assenyalar Sibelius més tard:
| «                                                    | No es podia escoltar ni una nota de la música: tothom estava dempeus animant i aplaudint. | » |
| — Jean Sibelius, en una carta al seu germà Christian |                                                                                           |   |

Deu dies més tard, Sibelius va dirigir un concert popular que incloïa l'Obertura, seguida dels tres moviments que es convertirien en la Suite Karelia. Aquestes quatre peces es van vendre a Edition Fazer el 1899 i, a petició de Sibelius, Overture i Karelia Suite es van publicar com a op. 10 i 11, respectivament. La resta de peces de Música de Karelia que encara s'havien d'imprimir van acabar en mans de Breitkopf & Härtel el 1905.

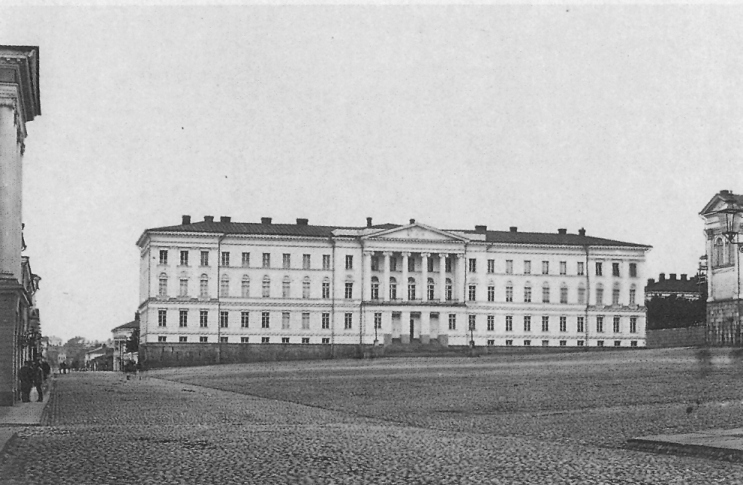
Universitat Imperial Alexandre, fotografiada el 1870.

La partitura va quedar en algun moment en poder de Robert Kajanus i, el 1936, l'esposa de Kajanus, Ella, la va tornar a Sibelius. Es creu que Sibelius va cremar la seva vuitena simfonia juntament amb la major part de la Música de Karelia l'agost de 1945, amb només el primer i el setè quadres estalviats del foc. Les parts de viola, violoncel i contrabaix també falten als quadres 1r i 7, i les parts de flauta falten completament al 7è quadre.

## Composició
Els moviments originals són els següents:
- Obertura
- Quadre 1: una casa de Carèlia. Notícies de la guerra (1293)
- Quadre 2: La fundació del castell de Viipuri
- Quadre 3: Narimont, duc de Lituània, cobrant impostos a la província de Käkisalmi (1333)
- Intermezzo (I)
- Quadre 4: Karl Knutsson al castell de Viipuri (1446)
- Quadre 5: Pont de la Gardie a les portes de Käkisalmi (1580)
- Intermezzo (II) (Originalment titulat Quadre5 1⁄2): Marxa del Pont de la Gardie)[4]
- Quadre 6: El setge de Viipuri (1710)
- Quadre 7: La reunió de la Vella Finlàndia (Carelia) amb la resta de Finlàndia (1811)
- Quadre 8: L'himne nacional finlandès

La suite està en tres moviments:
1. L'Intermezzo és l'únic moviment original de la suite. Sibelius va agafar en préstec el tema de metall al mig del Quadre 3 i el va convertir en el seu propi moviment.[4] L'Intermezzo és un tema alegre semblant a la marxa de l'Allegro, l'orquestra retrata l'atmosfera dels contingents en marxa.
2. La balada es va basar en el Quadre 4, i és "cantada" per un bard (a corn anglès), reflectint l'estat d'ànim d'un rei suec del segle xv, Karl Knutsson, que recordava al seu castell mentre era entretingut per un joglar.
3. Alla Marcia és una marxa engrescadora, que originàriament era incidental al Quadre 5½ i és pràcticament la mateixa que la música original, excepte per alguns canvis d'acords menors.[4]

### Finalitzacions de la partitura completa original
La major part de la música va ser reconstruïda l'any 1965 per Kalevi Kuosa, a partir de les parts originals que havien sobreviscut. Les parts que no havien sobreviscut eren les de les violes, violoncels i contrabaix. Basant-se en la transcripció de Kuosa, els compositors finlandesos Kalevi Aho i Jouni Kaipainen han reconstruït individualment la música completa a Músic de Karelia. Un enregistrament de la finalització de Kalevi Aho es va publicar el 1997 en un enregistrament amb l'⁣Orquestra Simfònica de Lahti dirigida per Osmo Vänskä, i la finalització de Jouni Kaipainen es va gravar per a una interpretació el 1998 amb l'⁣Orquestra Filharmònica de Tampere, dirigida per Tuomas Ollila.

## En la cultura popular
La suite va ser una de les 17 composicions clàssiques utilitzades per crear la cançó principal del projecte Hooked on Classics de 1981.
Al Regne Unit, l'Intermezzo es va utilitzar com a melodia per al programa de televisió Associated-Rediffusion i Thames This Week. També es va utilitzar en l'esbós de "Piranha Brothers" al Flying Circus de Monty Python.
L'estació de televisió xilena Televisión Nacional de Chile utilitza una versió accelerada del primer Intermezzo per presentar les seves emissions esportives.
El grup de rock The Nice va gravar un arranjament de l'Intermezzo que va aparèixer a l'àlbum Ars Longa Vita Brevis. Posteriorment, van gravar una versió en directe amb la Sinfonia of London, que va aparèixer al disc Five Bridges.